# Володимирівська сільська рада (Сахновщинський район)
Володимирівська сільська́ ра́да — адміністративно-територіальна одиниця та орган місцевого самоврядування в Сахновщинському районі Харківської області. Адміністративний центр — село Володимирівка.

## Загальні відомості
Володимирівська сільська рада утворена в 1924 році.
- Територія ради: 56,75 км²
- Населення ради: 698 осіб (станом на 2001 рік)
- Територією ради протікає річка Оріль.

## Населені пункти
Сільській раді підпорядковані населені пункти:
- с. Володимирівка
- с. Козирів
- с. Орільське
- с. Староволодимирівка

## Склад ради
Рада складається з 12 депутатів та голови.
- Голова ради: Драч Наталія Миколаївна
- Секретар ради: Щербак Наталя Іванівна

### Керівний склад попередніх скликань
| Прізвище, ім'я, по батькові | Основні відомості                                                                           | Дата обрання | Дата звільнення |
| --------------------------- | ------------------------------------------------------------------------------------------- | ------------ | --------------- |
| Гавриш Тетяна Володимирівна | Сільський голова, 1969 року народження, член Соціалістичної партії України                  | 26.03.2006   | 31.10.2010      |
| Драч Наталія Миколаївна     | Сільський голова, 1956 року народження, освіта вища, Всеукраїнське об'єднання «Батьківщина» | 31.10.2010   |                 |

Примітка: таблиця складена за даними сайту Верховної Ради України

### Депутати
За результатами місцевих виборів 2010 року депутатами ради стали:

#### За суб'єктами висування
| Суб'єкт висування                                       | Кількість обраних депутатів | %    |
| ------------------------------------------------------- | --------------------------- | ---- |
| Партія регіонів                                         | 8                           | 66,7 |
| Політична партія Всеукраїнське об'єднання «Батьківщина» | 2                           | 16,7 |
| Політична партія «Сильна Україна»                       | 2                           | 16,7 |

#### За округами
| № округу                                                | Прізвище, ім'я, по батькові        | Дата визнання обраним | Освіта  | Партійна приналежність                        | Відомості про обраного депутата                      |
| ------------------------------------------------------- | ---------------------------------- | --------------------- | ------- | --------------------------------------------- | ---------------------------------------------------- |
| Партія регіонів                                         |                                    |                       |         |                                               |                                                      |
| 2                                                       | Колотило Валентина Володимирівна   | 02.11.2010            | вища    | член Партії регіонів                          | Володимирівська сільська рада, гол.ов-ний бухгал-тер |
| 3                                                       | Кошова Ольга Дмитрівна             | 02.11.2010            | вища    | член Партії регіонів                          | Володимирівська сільська рада, інспек-тор-землемір   |
| 4                                                       | Шевченко Сергій Іванович           | 02.11.2010            | вища    | член Партії регіонів                          | тимчасово не працює                                  |
| 5                                                       | Курявський Іван Васильович         | 02.11.2010            | середня | член Партії регіонів                          | тимчасово не працює                                  |
| 6                                                       | Гавриш Юрій Олексійович            | 02.11.2010            | вища    | член Партії регіонів                          | Володимирівська сільська рада, водій                 |
| 10                                                      | Хатунцева Любов Іванівна           | 02.11.2010            | вища    | член Партії регіонів                          | Орільський ФП, завідую-ча ФП                         |
| 11                                                      | Беззубенко Іван Володимирович      | 02.11.2010            | середня | член Партії регіонів                          | УКДД 11 Насосна станція, маши-ніст                   |
| 12                                                      | Щербак Наталя Іванівна             | 02.11.2010            | вища    | член Партії регіонів                          | Володимирівська сільська рада, секретар викон-кому   |
| Політична партія Всеукраїнське об'єднання «Батьківщина» |                                    |                       |         |                                               |                                                      |
| 7                                                       | Золотар Інна Сергіївна             | 02.11.2010            | вища    | член Всеукраїнського об'єднання «Батьківщина» | Орільське загальноосвітня школа І-ІІІ ст., вчитель   |
| 8                                                       | Васюта Надія Володимирівна         | 02.11.2010            | середня | член Всеукраїнського об'єднання «Батьківщина» | тимчасово не працює                                  |
| Політична партія «Сильна Україна»                       |                                    |                       |         |                                               |                                                      |
| 1                                                       | Губська Валентина Іллівна          | 02.11.2010            | вища    | член Політичної партії «Сильна Україна»       | пенсіонер                                            |
| 9                                                       | Карнаушенко Володимир Анатолійович | 02.11.2010            | середня | член Політичної партії «Сильна Україна»       | приватний підприємець                                |